# Didymochora betulina
Didymochora betulina är en svampart som beskrevs av Höhn. 1918. Didymochora betulina ingår i släktet Didymochora och familjen Dothideaceae.   Inga underarter finns listade i Catalogue of Life.